# Облога Дюнкерка
Облога Дюнкерка (1944—1945) (англ. Siege of Dunkirk (1944–45)) — довготривала 8-ми місячна облога західними союзниками французького міста Дюнкерк на останньому етапі Другої світової війни.
Штурм морського порту розпочалася, коли війська 2-ї канадської піхотної дивізії вийшли на підступи до добре укріпленого, в інженерному відношенні, французького міста. Спроба союзників захопити Дюнкерк з ходу, що тривала з 6 по 18 вересня 1944 року, була відбита німецькими військами, тому головнокомандувач британськими військами фельдмаршал Б.Монтгомері вирішив просто оточити місто та, утримуючись від ризикованих атак, блокувати і не дати супротивнику вирватися звідси. З цієї метою для утримання позицій навколо Дюнкерка була задіяна 1-ша чехословацька бронетанкова бригада. Німецький гарнізон під керівництвом адмірала Ф.Фрізіуса, утримували порт до 9 травня 1945 року, доки не склали зброю перед командиром чехословацької бригади бригадним генералом Алоїсом Лишка.

## Контекст
Дюнкерк був знищений на 90 % з моменту бомбардування 1940 року (битва в Дюнкерку). Німецька позиція являє собою чотирикутник завдовжки близько двадцяти кілометрів довжиною і вісім шириною.
1-а канадська армія була розташована зліва від лінії наступу 21-ї британської армійської групи, і маршал Монтгомері наказав звільнити порти Ла Маншу, перш ніж просуватися до Нідерландів. Однак більшість цих портів були сильно захищені, і, незважаючи на низьку якість німецьких гарнізонів, їхнє звільнення вимагало великого штурму. Німці вважали, що мішки стійкості на Заході мали першочергове психологічне значення для символу (німецькі мішки опору на західноєвропейському узбережжі), і тому інструкції були протистояти до кінця.
Порти були необхідні для постачання союзних армій, що прогресували на французькій території, тоді як відсутність інфраструктури сповільнила або навіть припинила їх великі наступальні заходи. Монтгомері вважав, що порти Ла Маншу задовольнять ці потреби, точка зору, яка підтримувалася до середини вересня. Але під тиском генерала Ейзенхауера Монтгомері змінив свої вказівки для канадського командира Гаррі Крерара, 13 вересня 1944 року: «використання Антверпена настільки термінове, що я готовий відмовитися від операцій у Кале та Дюнкерку», а наступного дня: «Дюнкерк залишиться для розгляду його пізніше, на даний момент ми його залишимо».
Дії в Кале в значній мірі продовжувались через необхідність змусити замовкнути важку артилерію біля міста. Сили, які могли бути використані для взяття Дюнкерка, були переміщені, щоб допомогти союзникам під час битви за Еско і, таким чином, відкрити доступ до майже неушкодженого порту Антверпена. Натомість було мобілізовано більш обмежені союзні сили для підтримки периметра навколо міста, що дозволило німцям протистояти.

## Присутні сили
У перші тижні облоги, поки союзні сили були розгорнуті в Еско, кілька підрозділів виконували короткі місії. 2-а Канадська дивізія була замінена 4-ю бригадою спеціальних служб. Вона сама була замінена 154-ю британською піхотною бригадою. Більшість облоги була забезпечена 1-ю чехословацькою бронетанковою бригадою з початку жовтня 1944 року до остаточної здачі.
Гарнізон складався з дуже різноманітних одиниць, включаючи військово-морський та авіаційний персонал, а також армійські підрозділи та укріплення. Також був сильний загін з двох тисяч Waffen-SS. Загальна кількість перевищувала 10 000 чоловіків. Багато з них походили з п'яти розчленуваних підрозділів під час битви за Нормандію, який відступив до Дюнкерка. Саме місто було добре укріплене та обладнане для витримки тривалої облоги.

### Союзні сили
- 5-а окрема канадська піхотна бригада 2-ї канадської піхотної дивізії (до 18 вересня 1944 р.);
- Black Watch (Royal Highland Regiment) Канади;
- Полк Maisonneuve;
- Calgary Highlanders;
- 4-а бригада спеціальних служб (до 26 вересня 1944 р.);
- 154-а британська піхотна бригада (до 9 жовтня 1944 р.);
- 7-й батальйон Highlanders Аргілла та Сазерленда;
- 1-й і 7-й батальйони Black Watch;
- 1-а чехословацька бронетанкова бригада (з 9 жовтня 1944 по 9 травня 1945 р.);
- 1-й та 2-й чехословацькі танкові батальйони;
- Дві роти з 1-го чехословацького моторного батальйону;
- Два батальйони артилерійського полку;
- Бронетанкова розвідувальна ескадра;
- Інженерна рота;
- 7-й королівський полк танків британської армії;
- 2-й канадський важкий зенітний артилерійський полк;
- 107-й британський важкий зенітний артилерійський полк;
- 125-й британський легкий зенітний артилерійський полк;
- Генеральний штаб територіальної зони Дюнкерка (створений 15 жовтня 1944 р.);
- Загін 1-ї змішаної трансмісійної роти (з грудня 1944 р.);
- Батальйони Девульфа та Біенасіса французької армії звільнення, утворених французькими силами внутрішніх справ, з'єднаних з 3-м батальйоном з Лілля, вони стануть 110-м піхотним полком з жовтня 1944 року, потім 51-ї піхотним полком в січні 1945 року.
- 1-й батальйон 67-го піхотного полку (з лютого 1945 р.)
- 1-й батальйон 33-й піхотного полку (з квітня 1945 р.)
- Загін добровольців особливого призначення, потім батальйон, солдатів морської піхоти Дюнкерка (з грудня 1944 р.)
- Артилерійська група з сектору Дюнкерка (батарея гармат 155 GPF з грудня 1944 року, потім друга у березні 1945 року)

### Німецькі сили
- 26-а дивізія;
- 49-а піхотна дивізія;
- 97-а піхотна дивізія;
- 226-а піхотна дивізія;
- 346-а піхотна дивізія;
- 711-ї піхотна дивізія;
- 1046-а дивізія;
- Група Рейнекке Waffen-SS.

## Хід подій

### Перші атаки
Канадці підійшли до Дюнкерка на південному заході. Хондшут був звільнений 7 вересня 1944 р. 8 вересня 1944 р. 5-а канадська піхотна бригада звільнила Бурбург. Німецький периметр, що змінюється від 7 до 12 кілометрів, включав міста Мардік, Лоун-Плаж, Шпікер, Бергес та Брей-Дюнс.
7 вересня 1944 року Calgary Highlanders, атакуючи Лун-Плаж, наштовхнулися на великий опір і зазнали великих втрат, тридцять солдатів. Село було взято 9 вересня, коли німці відійшли. Потроху канадські підрозділи зменшили німецький периметр, взявши Кривік 9-го та Мардік 17-го, на захід від Дюнкерка. 15 вересня союзники захопили Бергес, а також бельгійські міста Фурн, Ніпорт та Ла Панн, за допомогою бельгійського внутрішнього опору. Того ж дня Брей-Дюнс і Гівелде, на схід від Дюнкерка, впали завдяки авіації, яка підтримувала піхоту після першої невдалої спроби.
Але стало зрозуміло, що німецький гарнізон не здастся без великої облоги. Через необхідність взяти Шелдт та Антверпен та з урахуванням високої ймовірності того, що порт буде непридатним внаслідок його знесення, більшість канадських одиниць були перерозподілені. Поруч з Дюнкерком місто Остенд легко захопили після відступу німецьких підрозділів, і з 28 вересня його порт використовувався як порт постачання. Дюнкерк вже не вартий був зусиль його захоплення, тим більше, що він уже звільнився від свого населення.

### Облога міста
Союзні сили навколо Дюнкерка мали на меті стримувати німецьких солдатів та мінімізувати їхнє бажання боротися, виконуючи агресивні розвідувальні операції, повітряні бомбардування, артилерійський вогонь та поширюючи пропаганду. Маршрути заправки швидкими зірками (Schnellboot) або за допомогою літаків також повинні бути відрізані.
З усіх німецьких фортець вздовж Ла Маншу, Дюнкерк був тією, що запропонувала найбільший опір. Гарнізон відштовхнув перші канадські напади з достатньою агресивністю, щоб відвернути командування від великого штурму, щоб взяти місто. Завдяки відкладенню міського нападу німецьким солдатам вдалося зберегти периметр ціною агресивних контратак. Адмірал Фрісій керує операціями зі свого бетонованого командного пункту, казино Мало.
У ніч з 26 на 27 вересня 1944 р. німці намагалися скористатися незнанням місць 154-ю британською піхотною бригадою. Були здійснені два важливих напади, один проти 7-го Black Watch в Гіввельде, а другий на пляжі Брей-Дюна проти 7-го Аргілла. Два напади були стримані, не без того, щоб генеральний штаб Аргіла був частково окупований, а будинки Гіввельде знищені.
4 жовтня 1944 р. з ініціативи Червоного Хреста було створено 36-годинне перемир'я, яке дозволило евакуацію 18 000 французьких цивільних, що вважалися «непотрібними ротами», а також солдатів з двох таборів. Під час перемир'я не було інцидентів, і перемир'я було навіть продовжено, щоб німці могли реформувати свою оборону, яка була вилучена, щоб дозволити евакуацію. Евакуйовані цивільні особи, відмовилися це зробити, переконані, що звільнення було близьким, але чутка про насильницькі бомбардування їх переконує. Для німців евакуація означала більше їжі для солдатів, навіть якщо існували вперті мирні жителі, які відмовилися відходити.
Канадців відправляють на інший фронт і замінюють чехами, в яких накази не атакувати переднє вклинювання, а тримати його ізольованим.
Після розгортання, чехословакські сили часто здійснювали рейди у східному передмісті Дюнкерка, щоб підірвати моральний стан німців і захопити полонених. У листопаді 1944 року відбуваються численні напади та контратаки, особливо на східному фланзі міста. Сутички та канонада слідують один за одним. Взимку умови життя були важкими для обох таборів. Польдери навколо міста були потоплені, щоб служити обороною. Грязь, яка була результатом перешкодила пересування і погіршила ситуацію в армії. Канадські артилеристи вказували, що розташування артилерії руйнуються та транспорт в'язне в багнюці. Обложені страждають від поганої їжі, поганих санітарних умов та важкої дисципліни (дезертерів адмірал Хангес наказує вішати на балконі ратуші та залишати там їхні тіла протягом тижнів). Групи партизанів додаються до присутніх військ, вони пробують операції командос, але зазнають втрат через прийняті занадто великі ризики.
При облозі загинуло загалом сто сімнадцять людей, двадцять шість французів зникли, близько тисячі залишилися на місці. 15 лютого 1945 р. адмірал Фрісій інтернував решту мирних жителів у чотири табори: у Мало-Ле-Бен, Розендаелі, Петіт-Синт, Кудекерк-Бранш. Кожен, хто старше чотирнадцяти років, працює на роботі, але їх годують і майже належним чином лікують, тоді як німецьке командування дбає про підтримку моралі своїх військ.
Нагадування союзними літаками кинуте над позиціями німецьких військ у Дюнкерку у квітні або в перші дні травня 1945 року. Оригінал:
«WARNUNG!» Die Deutschen Truppen in DÜNKIRCHEN ! Eure letzte gelogenheit, Euch der Heresgrupe Montgomery Anzuschliesen, ist lad vorüber. Zeigt Weisse Fahnen über Euren Stellungen! Zur Besprechung der übergabe Wird Admiral Frisius Oder Ein Beglaubigter Vertreter Durch Die Allierten Linien Gelassen. ZG 130 "

### Капітуляція
Після німецької загальної капітуляції віце-адмірал Фрісій поїхав до генерального штабу чеської бригади в Вормхоут, 9 травня 1945 року, щоб підписати о 9:20 ранку, акт здачі гарнізону Дюнкерк, перед генералом Алоа Лушка, місцевим командувачем союзних сил. При цьому підписанні присутні, з сторони британців генерал Уоллер, командувач артилерією союзників та полковник Блеекер, який командував 22-м генеральним штабом зв'язку, з боку французів підполковник Лехагре та капітан корвета Аклок, який представляв відповідно сухопутну армію та французький флот, з боку чехів генерал Лашка, який приймає безумовну капітуляцію німецького гарнізону. Двадцять одна тонна забезпечення (три місяці існування гарнізону), 410 автотранспортів, 731 гіпомобілів, 998 коней, 85 штук артилерії калібром, від 75 до 200 мм, 97 протитанкових гармат, 98 520 ручних гранат , 133 000 різних боєприпасів і дуже багато зброї, що належать німецькій армії, буде знайдено в місті союзними військами.
Акт здачі є останнім в Франції, а Дюнкерк — місто Франції, яке пройшло найдовший період окупації (з 4 червня 1940 по 9 травня 1945 р.). Воно виходить із конфлікту, спустошене на дев'ять десятих, з гігантським завданням розмінування, порт, наданий французам британцями 18 травня, щоб позбавити уламків і відновити, і значну частину його населення репатріювати. Місту знадобиться десять років, щоб відбудуватися.